# Vorstenlanden van Brits-Indië

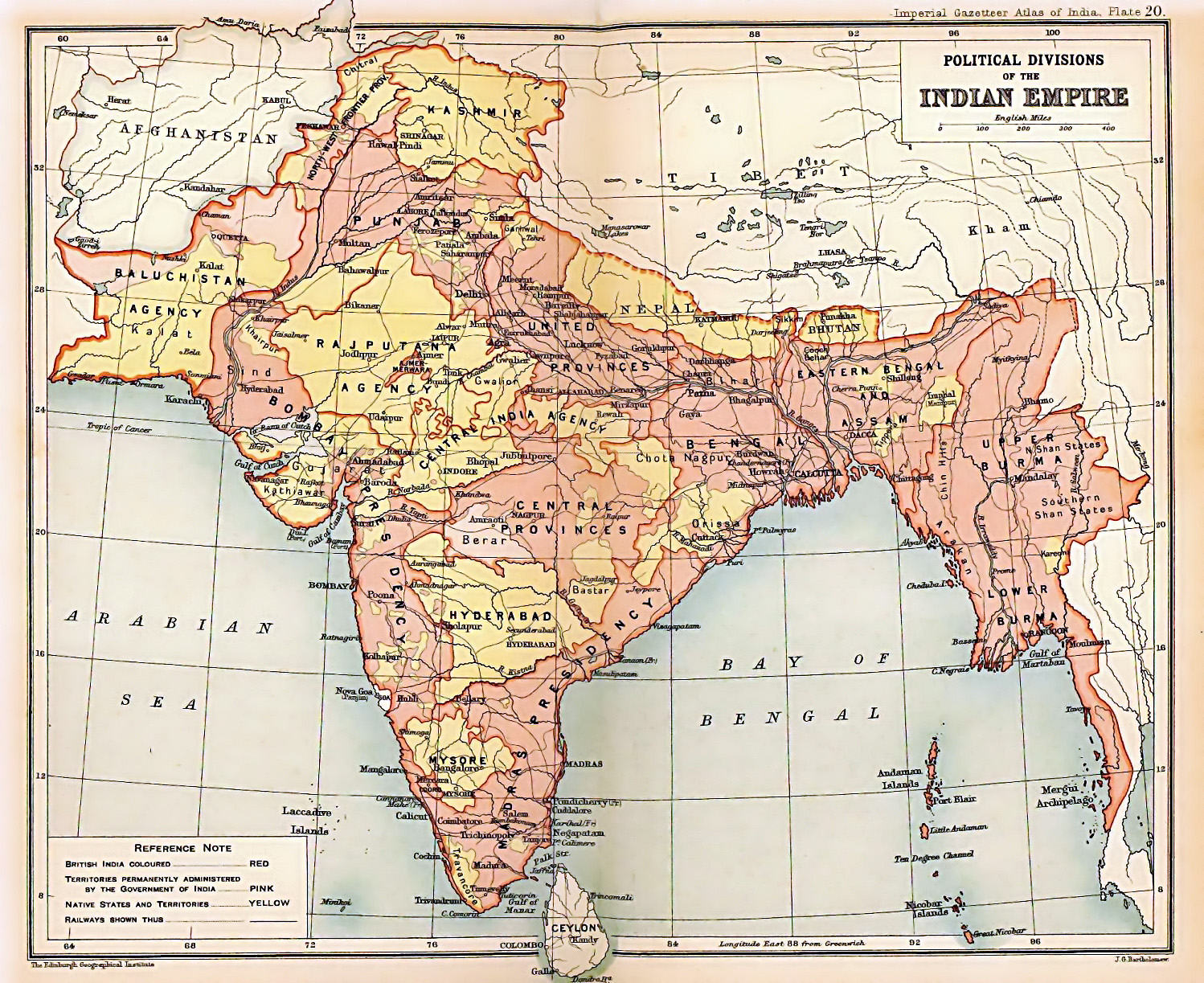
Brits-Indiase Rijk in 1909.

Honderden vorstenlanden (Engels: Princely States) waren deel van de kroonkolonie Brits-Indië. Zij werden voordat het Indisch Subcontinent door de Britse Oost-Indische Compagnie werd veroverd als onafhankelijke staten of vazalstaten van de Mogol-keizers geregeerd door hun eigen vorsten. Deze vorsten droegen titels als Maharajaha, Rajah en Rao.

## Geschiedenis

### Vóór de onafhankelijkheid van India en Pakistan
De vorstenlanden waren door verdragen aan de Britten gebonden en Britse ambtenaren en adviseurs controleerden de semionafhankelijke regeringen. De staten drukten voor hun posterijen postzegels, hadden een krijgsmacht en in het geval van Haiderabad zelfs een luchtmacht. Ook stelden ze soms eigen ridderorden in. De pracht en praal van de hoven was vermaard en het enorme prestige van de soms vergoddelijkte heersers hielp de Britten om India met een relatief klein bestuursapparaat te beheren.
Vier van de grootste vorstenlanden werden door de Britten bestuurd door de aanwezigheid van residenten. De resident fungeerde als een schaduwpremier. De Britse adviseurs in de kleinere vorstenlanden in Brits-Indië waren georganiseerd in regionale afdelingen en er waren staten die semiautonoom waren en direct verantwoording aflegden aan de gouverneur-generaal in (New) Delhi.
Het grootste van de vorstenlanden was zo groot als Frankrijk, de kleinste omvatte niet meer dan een enkel boerendorpje. De heersers waren vanaf 1920 lid van een Brits-Indisch Chamber of Princes, die eenmaal per jaar onder leiding van de Gouverneur-Generaal vergaderde te New Delhi.

### Titels
De vorsten hadden titels die meestal als Koning, Koning der Koningen, Heer, Heer de heren, Hoge Heer of Hoogste Heer worden vertaald. Het gaat om de titels:
Amir,
Chögyal,
Deewan,
Jam Sahib,
Kalat,
Khan,
Mirza,
Maharaja,
Maharaj Rana,
Maharana,
Maharao,
Maharawat,
Maharawal,
Maharaol,
Mehtar,
Mir,
Nawab,
Nawab Babi,
Nizam,
Rana,
Rao,
Sar Desai,
Thakore,
Thakore Sahib en
Thakur.

### Tijdens en na de onafhankelijk van India en Pakistan
In 1947 werden India en Pakistan onafhankelijke dominions binnen het Britse Gemenebest. De nizam van Haiderabad poogde van zijn onafhankelijke land dat zo groot was als Frankrijk en 22 miljoen inwoners telde een apart land te maken. De regeringen in Londen en New-Delhi weigerden daarop in te gaan. In 1948 werd ook Haiderabad, in een bliksemoperatie van politie en leger die "Operatie Polo" werd genoemd geannexeerd. Net als andere grote Indische vorsten werd de nizam een rajpramukh, een ceremonieel quasi-staatshoofd binnen zijn staat. Politieke macht bezaten de vorsten wier reusachtige pensioenen in de Indiase grondwet waren vastgelegd, niet meer. Hun status was nog steeds zeer hoog. Zo kenden veel analfabete boeren wel een maharadja maar wisten niets van India. Ook de godsdienstige en sociale betekenis van de vorsten bleef groot.
In 1956 werd de functie van rajpramukh afgeschaft. De oude vorstendommen werden langs taalgrenzen opnieuw ingedeeld. De ontmanteling van het feodale systeem ging langzaam maar zeker; wanneer een oude heerser stierf traineerde de regering de opvolging. Pas wanneer de pretendent "vrijwillig" een veel lager pensioen en minder privileges accepteerde vond de installatie of erkenning doorgang.
In 1971 schokte Indira Gandhi de vorsten door de pensioenen en privileges, waaronder de saluutschoten en titels, af te schaffen. De vorsten bleven binnen hun eigen kring uiteraard zeer prominent maar de regering negeerde hun bestaan en titels. De jongere generatie is nu vaak ondernemer en een aantal van de reusachtige paleizen werd aan het begin van de 21ste eeuw tot luxe hotel omgebouwd. Ook in de industrie en de projectontwikkeling spelen de vorsten en hun families een rol.

## Vorstenlanden in Brits-Indië op15 augustus1947

### Bestuurd door residenten
- Haiderabad
- Jammu en Kasjmir
- Mysore
- Gwalior (residentie)
  - Gwalior
  - Benares
  - Bhadaura
  - Garha
  - Khaniadhana
  - Paron
  - Raghugarh
  - Rampur
  - Umri
- Bhutan
- Sikkim
- Tehri-Garhwal
- Kumaon

### Staten van het Beloetsjistan Agentschap
- Kalat
- Kharan
- Las Bela
- Makran

### Staten van het Gujarat Agentschap en de resident van Baroda
- Balasinor
- Bansda
- Bajana
- Devgadh Baria
- Baroda
- Bhavnagar
- Cambay
- Chhota Udaipur
- Dangs
- Dhrangadhra
- Gondal
- Idar
- Jawhar
- Kutch
- Lunavada
- Morvi
- Navanagar
- Porbandar
- Radhanpur
- Rajpipla
- Sachin
- Sanjeda Mehvassi
- Sant
- Sanjeli
- Surgana
- Tharad
- Vijayanagar
- Wankaner

### Staten van het Centraal Indische Agentschap
- Ajaigarh
- Ali Rajpur
- Alipura
- Baoni
- Barannda
- Barwani
- Beri
- Bhopal
- Bijawar
- Charkhari
- Chhatarpur
- Datia
- Dewas
- Dhar
- Garrauli
- Gaurihar
- Indore
- Jabua
- Jaora
- Jaso
- Jigni
- Kamta-Rajaula
- Khaniadhana
- Khilchipur
- Kothi Baghelan
- Kurwai
- Lugasi
- Maihar
- Makrai
- Mathwar
- Muhammadgarh
- Nagod (Unchhera)
- Narsingarh
- Orchha
- Panna
- Pathari
- Piploda
- Rajgarh
- Ratlam
- Rewah
- Samthar
- Sarila
- Sitamau

### Staten van het Oost Indische Agentschap
- Athmallik
- Bastar
- Baudh
- Changbhakar
- Chhuikhadan
- Cooch Behar
- Darbhanga
- Daspalla
- Dhenkanal
- Jashpur
- Kalahandi
- Kanker
- Kawardha
- Khairagarh
- Kharsawan
- Khondmals
- Koriya (Koriya)
- Mayurbhanj
- Nandgaon
- Nayagarh
- Pal Lahara
- Patna
- Raigarh
- Ramgarh
- Sakti
- Saraikela
- Sarangarh
- Sonpur
- Surguja
- Talcher
- Tripura
- Udaipur

### Staten van het Deccan Agentschap en de resident van Kolhapur
- Akalkot
- Aundh
- Bhor
- Janjira
- Jath
- Kolhapur
- Kurundwad
- Mudhol
- Phaltan
- Sangli
- Sawantvadi
- Savanur

### Staten van het Madras Agentschap
- Cochin
- Banganapalle
- Pudukkottai
- Sandur
- Travancore

### Staten aan de noordwestelijke grens
- Amb
- Chitral
- Dir
- Phulra
- Swat

### Staten van de Punjab
- Bahawalpur
- Bilaspur
- Faridkot
- Jind
- Kapurthala
- Khairpur
- Loharu
- Maler Kotla
- Mandi
- Nabha
- Patiala
- Sirmur
- Suket/ Surendernagar

### Staten van het Rajputana Agentschap
- Alwar
- Banswara
- Bharatpur
- Bikaner
- Bundi
- Dholpur
- Dungarpur
- Jaipur
- Jaisalmer
- Jhalawar
- Jodhpur
- Karauli
- Kishangarh
- Kotah
- Kushalgarh
- Palanpur
- Partabgarh
- Shahpura
- Sirohi
- Tonk
- Mewar of, naar de hoofdstad, Udaipur (stad) (niet te verwarren het andere Mewar)
- Lawa

## Opsomming

### Saluutschoten
De opsomming en indeling zijn indicatief. Er zijn reorganisaties en samenvoegingen geweest. De meeste vorsten hadden recht op 4, 9, 11, 15 of 17 saluutschoten en de Britse regering gebruikte deze aantallen om een rangorde, en verdeeldheid, onder de vorsten te bewerkstelligen. Het aantal saluutschoten varieerde van jaar tot jaar. Tot 1972 werden in India en Pakistan saluutschoten afgevuurd voor de oude feodale heersers.
De machtigste onder de prinsen, de Nizam van Haiderabad kreeg, als lange tijd als enige, en net als een Europese koning, 21 saluutschoten. Wanneer twee aantallen saluutschoten genoemd worden is het hoogste aantal gereserveerd voor in de residentie van de vorst.

### Alfabetische lijst

#### A
- Agar
- Agra Barkhera
- Ahmadnagar - De vorst had recht op een saluut
- Ajaigarh in Madhya Pradesh - De vorst had recht op een saluut van elf schoten
- Ajraoda
- Akalkot in Bombay
- Akdia
- Ali Rajpur in Madhya Pradesh - De vorst had recht op een saluut van elf schoten
- Alampur
- Alipura in Madhya Pradesh
- Alwa
- Alwar in Rajasthan - De vorst had recht op een saluut van vijftien schoten
- Amala
- Amarchanta
- Amarnaghar in Saurashtra (Gujarat)
- Amb (Tanawal staat) Pakistani grensstaat
- Ambaliara in Bombay
- Amod
- Amrapur in Kathiawar
- Amrapur in Rewa Kantha
- Anandpur
- Anghad
- Angre, een om politieke redenen gepensioneerde vorst
- Ankevalia
- Arcot (Huis der Carnaten), een om politieke redenen gepensioneerde vorst
- Arnia
- Assam, een om politieke redenen gepensioneerde vorst
- Athgarh in Orissa
- Athmalik in Orissa
- Aundh in Bombay
- Awadh of Oudh, een om politieke redenen gepensioneerde vorst

#### B
- Babra
- Baghal in Himachal Pradesh, de Punjab Heuvelstaten
- Baghat
- Bagasra
- Bagasra Hadala
- Bagasra Khari
- Bagasra Natwar
- Bagasra Ram
- Baghal
- Baghat
- Bagli
- Bahawalpur in Pakistan
- Bai
- Bajana in Saurashtra
- Bakhtgarh
- Balasinor in Bombay - De vorst had recht op een saluut van 9 schoten
- Balsan in Himachal Pradesh
- Baltistan, een oude vazalstaat van Tibet, werd in 1840 vazalstaat van Kasjmir en in 1948 door Pakistan bezet
- Bamanbor
- Bamra in Orissa
- Banera
- Banganapalle in Madras - De vorst had recht op een saluut van 9 schoten
- Banka Pahari in Madhya Pradesh
- Bansda in Bombay - De vorst had recht op een saluut van 9 schoten
- Banswara in Rajastahn - De vorst had recht op een saluut van 15 schoten
- Bantva Manavadar
- Bantva Sardargadh
- Baoni in Madhya Pradesh - De vorst had recht op een saluut van 11 schoten
- Baramba in Orissa
- Baraundha of Baraundha Pathar Kachhar in Madhya Pradesh - De vorst had recht op een saluut van 9 schoten
- Bardia
- Baria - De vorst had recht op een saluut van 9 of 11 schoten
- Barkhera Deo Dungri
- Barkhera Panth
- Baroda in Bombay - De vorst had recht op een saluut van 21 schoten
- Barvala of Barwala in Saurashtra
- Barwani in Madhya Pradesh - De vorst had recht op een saluut van 11 schoten
- Bashahr in Himachal Pradesh - De vorst had recht op een saluut van 9 schoten
- Basoda
- Bastar in Madhya Pradesh
- Bavda
- Beja in Himachal Pradesh
- Benares in Uttar Pradesh - De vorst had recht op een saluut van 13 of 15 schoten
- Bengalen - De gepensioneerde vorst kreeg de titel Nawab van Murshidabad
- Beri
- Bhabhar
- Bhadarwa
- Bhadaura
- Bhadli
- Bhadvana
- Bhadwa
- Bhagat in Himachal Pradesh
- Bhaisola
- Bhajji in Himachal Pradesh
- Bhalala
- Bhandaria
- Bharatpur in Rajasthan - De vorst had recht op een saluut van 17 of 19 schoten
- Bharejda
- Bharudpura
- Bhathan
- Bhatkeri
- Bhavnagar in Saurashtra - De vorst had recht op een saluut van 13 of 15 schoten
- Bhawal
- Bhioldia
- Bhimoria
- Bhoika
- Bhojakheri
- Bhojavadar
- Bhopal in Madhya Pradesh -De vorst had recht op een saluut van 19 of 21 schoten
- Bhor in Bombay - De vorst had recht op een saluut van 4 schoten
- Bhorole
- Bichhrand jongere tak
- Bichhrand oudere tak
- Bihat in Madhya Pradesh
- Bihora
- Bija
- Bijawar in Madhya Pradesh - De vorst had recht op een saluut van 11 schoten
- Bijna in Madhya Pradesh
- Bikaner in Rajasthan - De vorst had recht op een saluut van 19 of 21 schoten
- Bilaspur - het latere district Bilaspur in Himachal Pradesh - De vorst had recht op een saluut van 11 schoten
- Bilaud
- Bilauda
- Bilbari
- Bildi
- Bilkha in Saurashtra
- Boad
- Bodanones
- Bolundra
- Bonai in Orissa
- Borkhera (Indore)
- Borkhera (Malwa)
- Boudh in Orissa
- Bundi in Rajasthan - De vorst had recht op een saluut van 17 schoten

#### C
- Cambay of Kambay in Bombay - De vorst had recht op een saluut van elf schoten
- Cannanore
- Carnatic
- Chachana
- Chamardi
- Chamba in Himachal Pradesh - De vorst had recht op een saluut van elf schoten
- Changbhakar in Madhya Pradesh
- Charkha
- Charkhari in Madhya Pradesh - De vorst had recht op een saluut van elf schoten
- Chera
- Chhaliar
- Chhatarpur in Madhya Pradesh - De vorst had recht op een saluut van elf schoten
- Chhota Barkhera
- Chhota Udaipur of Chhota Udepur in Bombay - De vorst had recht op een saluut van negen schoten
- Chhuikadan in Madhya Pradesh
- Chiktiabar
- Chinchli Ghabad
- Chiroda
- Chitral
- Chitravao
- Chobari
- Chok
- Chorangla
- Chotila
- Chuda in Saurashtra
- Chudesar
- Cochin in Kerala - De vorst had recht op een saluut van zeventien schoten
- Cooch Behar in West-Bengalen - De vorst had recht op een saluut van dertien schoten
- Coorg, een om politieke redenen gepensioneerde vorst
- Cutch of Kutch in Saurashtra - De vorst had recht op een saluut van zeventien of negentien schoten

#### D
- Dabha
- Dabr
- Dadhalia
- Dahida
- Danta in Bombay - De vorst had recht op een saluut van negen schoten
- Daphlapur
- Darbhanga
- Daria Kheri
- Darkoti in Himachal Pradesh
- Darod
- Daryabad
- Dasada
- Daspalla in Orissa
- Datia in Madhya Pradesh - De vorst had recht op een saluut van vijftien schoten
- Datva
- Debhavati
- Dedarda
- Dedhrota in Bombay
- Delath, een vazal van Bashahr, in Himachal Pradesh
- Delhi, de Mughal Keizer
- Deloli
- Deodar
- Derdi Janbai
- Derol
- Devalia
- Devlia
- Dewas Jongere tak in Madhya Pradesh - De vorst had recht op een saluut van vijftien schoten
- Dewas Oudere tak in Madhya Pradesh - De vorst had recht op een saluut van vijftien schoten
- Dhabla Dhir
- Dhabla Ghosi
- Dhamasia
- Dhami
- Dhamri in Himachal Pradesh
- Dhaora Ghanjara
- Dhar in Madhya Pradesh - De vorst had recht op een saluut van vijftien schoten
- Dharampur in Bombay - De vorst had recht op een saluut van negen of elf schoten
- Dharnauda
- Dhenkanal in Orissa
- Dhola
- Dholarva
- Dholpur in Rajasthan - De vorst had recht op een saluut van vijftien of zeventien schoten
- Dhrangadhra Halvad in Saurashtra - De vorst had recht op een saluut van dertien schoten
- Dhrol in Saurashtra - De vorst had recht op een saluut van negen schoten
- Dhulatia
- Dhurwai in Madhya Pradesh
- Dir of Dhir
- Dodka
- Drapha
- Dudhpur
- Dudhrej
- Dugri
- Dujana in Punjab (nu in Haryana)
- Dungapur of Dungarpur in Rajasthan - De vorst had recht op een saluut van vijftien schoten

#### F
- Faridkot in Pepsu - De vorst had recht op een saluut van elf schoten

#### G
- Gabat
- Gad Boriad
- Gadhali
- Gadhia
- Gadhka
- Gadhula
- Gadvi
- Gadwal
- Gandhol
- Gangpur in Orissa
- Garamli Moti
- Garamli Nahani
- Garrauli in Madhya Pradesh
- Gaurihar in Madhya Pradesh
- Gavridad
- Gedi
- Ghodasar of Ghodsar in Bombay
- Gigarsaran
- Gohad
- Gondal in Saurashtra - De vorst had recht op een saluut van elf schoten
- Gopalpet
- Gotardi
- Gothda
- Gundh in Himachal Pradesh
- Gundiali
- Gurgunta
- Gwalior in Madhya Pradesh - De vorst had recht op een saluut van eenentwintig schoten

#### H
- Halaria
- Hapa in Bombay
- Harol
- Hindol in Orissa
- Hindur
- Hirapur
- Hunza
- Haiderabad - De vorst had recht op een saluut van eenentwintig schoten

#### I
- Ichalkaranji
- Idar in Bombay - De vorst had recht op een saluut van vijftien schoten
- Ilol in Bombay
- Ilpura
- Indore in Madhya Pradesh - De vorst had recht op een saluut van negentien of eenentwintig schoten
- Itria
- Itvad

#### J
- Jabria Bhil
- Jafrabad in Saurashtra
- Jafarabad en Janjira - De twee staten werden samengevoegd
- Jaipur in Rajasthan - De vorst had recht op een saluut van zeventien of negentien schoten
- Jaisalmer in Rajasthan - De vorst had recht op een saluut van vijftien schoten
- Jakhan
- Jalia Devani of Jaliadevani in Saurashtra
- Jalia Kayaji
- Jalia Manaji
- Jambughoda of Jambuodha in Bombay
- Jamkhandi in Bombay
- Jammu in Jammu en Kasjmir - De vorst had recht op een saluut van eenentwintig schoten
- Jamnia, een staat die door de chouhan rajputs uit het huis der Songaras werd geregeerd
- Janjira in Bombay - De vorst had recht op een saluut van elf of dertien schoten
- Jaora in Madhya Pradesh - De vorst had recht op een saluut van dertien schoten.
- Jasdan in Saurashtra
- Jashpur
- Jashur in Madhya Pradesh
- Jaso in Madhya Pradesh
- Jath in Bombay
- Jatprole
- Jawalgiri
- Jawasia
- Jawhar in Bombay - De vorst had recht op een saluut van negen schoten
- Jesar
- Jetpur in Saurashtra
- Jhabua in Madhya Pradesh - De vorst had recht op een saluut van elf schoten
- Jhalawar in Rajasthan - De vorst had recht op een saluut van dertien schoten
- Jhalera
- Jhamar
- Jhamka
- Jhampodar
- Jhari Gharkadhi
- Jhinyuvada
- Jigni in Madhya Pradesh
- Jind in Pepsu - De vorst had recht op een saluut van dertien of vijftien schoten
- Jiral Kamsoli
- Jobat in Madhya Pradesh
- Jodhpur in Rajasthan - De vorst had recht op een saluut van zeventien of negentien schoten
- Jubbal in Himachal Pradesh
- Jumkha
- Junagadh - De vorst had recht op een saluut van dertien of vijftien schoten
- Junapadar

#### K
- Kachchi Baroda
- Kadana
- Karauli - De vorst had recht op een saluut van dertien of vijftien schoten
- Kagal Junior
- Kagal Senior
- Kahlur of Kehloor - het latere Bilaspur in Himachal Pradesh
- Kalahandi in Orissa - De vorst had recht op een saluut van negen schoten
- Kalat in Pakistaans Beloetsjistan
- Kali Baori
- Kalsia in Pepsu
- Kalu Khera
- Kamadhia
- Kamalpur in Bombay
- Kamalpur in Centraal-India
- Kambay of Cambai in Bombay - De vorst had recht op een saluut van elf schoten
- Kambhala
- Kamta Rajaula
- Kanada
- Kaner
- Kangra-Lambagraon
- Kanika
- Kanjarda
- Kanker (vorstenstaat) of Kankar
- Kankrej
- Kanksiali
- Kanpur Ishwaria
- Kanta Rajaulia in Madhya Pradesh
- Kantharia
- Kapshi
- Kapurthala in Pepsu - De vorst had recht op een saluut van dertien of vijftien schoten
- Karaudia
- Karauli in Rajasthan - De vorst had recht op een saluut van zeventien schoten
- Kariana
- Karmad
- Karol
- Kasjmir in Jammu en Kasjmir
- Kasla Pagina Muvada
- Kassalpura
- Kathaun
- Kathiawara - ook de naam van het schiereiland Gujarati, het gebied komt ongeveer overeen met het in talloze staatjes verdeelde Saurashtra
- Kathrota
- Katodia
- Katosan
- Kawardha in Madhya Pradesh
- Kayatha
- Kehloor of Kahlur - het latere Bilaspur in Himachal Pradesh
- Keonjhar in Orissa
- Keonthal in Himachal Pradesh
- Kerwada
- Kesria
- Khadal in Bombay
- Khairagarh in Madhya Pradesh
- Khajuri
- Khamblav
- Khandia
- Khaneti, een vazal van Bashahr
- Khaniadhana
- Khandpara in Orissa
- Khaniadana in Madhya Pradesh
- Khandpara
- Kharan in Pakistaans Beloetsjistan
- Kharsawan in Bihar
- Kharsi
- Khayrpur of Khairpur in Pakistan
- Khedawada
- Kherali
- Kherawara
- Kherwasa
- Kheri Rajpur
- Khetri
- Khiauda
- Khijadia
- Khilchipur in Madhya Pradesh - De vorst had recht op een saluut van negen schoten
- Khirasra in Saurashtra
- Khojankhera
- Khudadad, de staat van Tipoe Sultan - Zijn erfgenamen werden gepensioneerd
- Khyrim
- Kiari, zie Madhan in Himachal Pradesh
- Kirli
- Kishangarh in Rajasthan - De vorst had recht op een saluut van vijftien schoten
- Kolara, een politiek gepensioneerde vorst
- Kolhapur in Bombay - De vorst had recht op een saluut van negentien schoten
- Koriya of Korea in Madhya Pradesh
- Kotah in Rajasthan - De vorst had recht op een saluut van zeventien of negentien schoten
- Kotda Nayani in Saurashtra
- Kotda Pitha in Saurashtra
- Kotda Sangani in Saurashtra
- Kotharia in Saurashtra
- Kothi in Madhya Pradesh
- Kuba
- Kumarsain in Himachal Pradesh ook Kumharsain genoemd
- Kunihar in Himachal Pradesh
- Kurandvad geregeerd door de jongere tak der Kurundvad
- Kurandvad geregeerd door de oudere tak der Kurundvar
- Kurnool, een om politieke redenen gepensioneerde vorst
- Kurwai in Madhya Pradesh
- Kushalgarh
- Kutch of Cooch in Saurashtra
- Kuthar in Himachal Pradesh

#### L
- Lakhapadar
- Lakhtar in Saurashtra
- Lalgarh
- Laliyad
- Langrin
- Las Bela in Pakistaans Beloetsjistan
- Lathi in Saurashtra
- Lavej
- Lawa in Rajasthan
- Likhi
- Limbda of Limbdi in Saurashtra - De vorst had recht op een saluut van negen schoten
- Lodhika
- Logasi in Madhya Pradesh
- Loharu in de Punjab (nu in Haryana) - De vorst had recht op een saluut van negen schoten
- Lugasi
- Lunavada, Lunawanda, Lunawarda of Lunawara in Bombay - De vorst had recht op een saluut van negen schoten

#### M
- Madhan of Kiari in Himachal Pradesh
- Magodi in Bombay
- Maguna
- Maharam
- Mahlog of Mahilog in Himachal Pradesh
- Maihar in Madhya Pradesh - De vorst had recht op een saluut van negen schoten
- Mahmudpura
- Makrai in Madhya Pradesh
- Makran in Pakistaans Beloetsjistan
- Maksudangarh
- Malerkotla of Maler Kotla in Pepsu - De vorst had recht op een saluut van elf schoten
- Malaisohmat
- Malia of Maliya in Saurashtra
- Malpur in Bombay
- Manavadar
- Mandi in Himachal Pradesh - De vorst had recht op een saluut van elf schoten
- Mandva of Mandwa in Bombay
- Mangal in Himachal Pradesh
- Mangam
- Mangrol
- Manipur in Assam - De vorst had recht op een saluut van elf schoten
- Mansa
- Maoang
- Maosangram
- Mariaw
- Masulipatam, een om politieke redenen gepensioneerde vorst
- Mathwar
- Matra Timba
- Mayurbhanj in Orissa - De vorst had recht op een saluut van negen schoten
- Men
- Mengani
- Mevasa
- Mevli
- Mewar of Udaipur - De vorst had recht op een saluut van negentien schoten; later werden er dat eenentwintig
- Miohanpur in Bombay
- Miraj jongere tak in Bombay
- Miraj oudere tak in Bombay
- Mirpur in Pakistan
- Mohanpur
- Moka Pagina Muvada
- Monvel
- Morchopna
- Morvi in Saurashtra - De vorst had recht op een saluut van elf schoten
- Mota Barkhera
- Mota Kotharna
- Mowa
- Mudhol in Bombay - De vorst had recht op een saluut van negen schoten
- Muhammadgarh in Madhya Pradesh
- Muli in Saurashtra
- Mulia Deri
- Multhan
- Munjpar
- Murshidabad, een om politieke redenen gepensioneerde vorst - De nieuwe residentie van de heersers van Bengalen
- Mylliem
- Mysore (het huidige Maisur) in Madras - De vorst had recht op een saluut van eenentwintig schoten

#### N
- Nabha in Pepsu - De vorst had recht op een saluut van dertien of vijftien schoten
- Nagar aan de Pakistaanse grens
- Nagod of Nagodh in Madhya Pradesh - De vorst had recht op een saluut van negen schoten
- Nagpur in Madhya Pradesh - De vorst werd om politieke redenen gepensioneerd
- Nahara
- Naigawan Ribai
- Nalagarh in Pepsu
- Nalagarh in Himachal Pradesh
- Nalia
- Nandgaon in Madhya Pradesh
- Narsinghgarh in Madhya Pradesh - De vorst had recht op een saluut van elf schoten
- Narsinghpur in Orissa
- Narukot
- Narwar
- Nashipur
- Naswadi
- Naugaon
- Naulana
- Navagarh
- Nawanagar in Saurashtra - De vorst had recht op een saluut van dertien of vijftien schoten
- Nayagarh in Orissa
- Nilgiri in Orissa
- Nilvala
- Nimkhera
- Nobo Sohoh
- Noghanvadar
- Nongklao
- Nongspung
- Nongstoin

#### O
- Orchha in Madhya Pradesh - De vorst had recht op een saluut van vijftien schoten
- Oudh of Awadh, een om politieke redenen gepensioneerde vorst - De vorst had recht op een saluut van een onbekend aantal schoten

#### P
- Pachegam
- Pah
- Pahara of Pahra in Madhya Pradesh
- Paigah
- Pal
- Palaj in Bombay
- Palali
- Palanpur in Bombay - De vorst had recht op een saluut van dertien schoten
- Palasni
- Palasvihir
- Paldeo in Madhya Pradesh
- Palitana in Saurashtra - De vorst had recht op een saluut van negen schoten
- Paliyad
- Pal Lahara of Pal Lahera in Orissa
- Palsani
- Panchvada
- Pandu
- Panna in Madhya Pradesh - De vorst had recht op een saluut van elf schoten
- Pantalvadi
- Panth Piploda
- Paron
- Partabgarh in Rajasthan - De vorst had recht op een saluut van vijftien schoten
- Patan
- Pataudi in de Punjab (nu in Haryana)
- Patdi in Saurashtra
- Pathari of Patharia in Madhya Pradesh
- Patiala in Pepsu - De vorst had recht op een saluut van zeventien of negentien schoten
- Patna in Orissa - De vorst had recht op een saluut van negen schoten
- Pethapur
- Phaltan in Bombay
- Phulera
- Pimladevi
- Pimpri
- Piplia Sisodia
- Piplianagar
- Piploda in Madhya Pradesh
- Poicha
- Pol
- Poonch
- Porbandar in Saurashtra - De vorst had recht op een saluut van dertien schoten
- Prempur in Bombay
- Pudukottai in Madras - De vorst had recht op een saluut van elf schoten
- Punadra
- Punjab, een om politieke redenen gepensioneerde vorst - De vorst had recht op een saluut van een onbekend aantal schoten
- Pundara in Bombay

#### R
- Radhanpur in Bombay - De vorst had recht op een saluut van elf schoten
- Raghugarh
- Rahrakhol
- Rajgarh in Madhya Pradesh
- Rairakhol in Orissa
- Rai Sankli
- Rajgarh in Madhya Pradesh - De vorst had recht op een saluut van elf schoten
- Rajpara (Gohilwar)
- Rajpara (Halar)
- Rajkot in Saurashtra - De vorst had recht op een saluut van negen schoten
- Rajpipla in Bombay - De vorst had recht op een saluut van dertien schoten
- Rajpur (Kathiawar) in Saurashtra
- Rajpur (Rewa Kantha) in Saurashtra
- Ramanka
- Ramas
- Rambrai
- Ramdurg in Bombay
- Ramgarh
- Rampur in Uttar Pradesh - De vorst had recht op een saluut van vijftien schoten
- Rampura
- Ranasan in Bombay
- Randhia
- Ranpur in Orissa
- Ratanmal
- Ratanpur Dhamanka
- Ratesh een zaildar in Keonthal in Himachal Pradesh
- Ratlam in Madhya Pradesh - De vorst had recht op een saluut van dertien of vijftien schoten
- Rawin of Rawingarh, een vazal van Jubbal in Himachal Pradesh
- Regan
- Rewa of Rewah in Madhya Pradesh - De vorst had recht op een saluut van zeventien schoten
- Rohisala
- Rupal

#### S
- Sachin - De vorst had recht op een saluut van negen schoten
- Sada Kheri
- Sahuka
- Sailana in Madhya Pradesh - De vorst had recht op een saluut van elf schoten
- Sakti in Madhya Pradesh
- Samadhiali
- Samla
- Samode
- Samthar in Madhya Pradesh - De vorst had recht op een saluut van elf schoten
- Sanala
- Sandur in Tamil Nadu
- Sangli in Bombay - De vorst had recht op een saluut van negen of elf schoten
- Sangri in Himachal Pradesh
- Sanjeli in Bombay
- Sanor
- Sanosra
- Sant in Bombay - De vorst had recht op een saluut van negen schoten
- Santalpur
- Sarangarh in Madhya Pradesh
- Sarila in Madhya Pradesh
- Satanones
- Sarangarh
- Sarila
- Satara, een om politieke redenen gepensioneerde vorst - deel van de Peshwa's Maratha federatie
- Sathamba in Bombay
- Satlasna
- Satodad Vavdi
- Savantvadi of Savantwadi in Bombay - De vorst had recht op een saluut van negen of elf schoten
- Savanur in Bombay
- Sayla in Saurashtra
- Sejakpur
- Seraikela of Seraikhela in Bihar
- Shahpur
- Shahpura in Rajasthan - De vorst had recht op een saluut van negen schoten
- Shajaota
- Shanor
- Sheogarh
- Sheopur-Baroda
- Shevdivadar
- Shivabara
- Shorapur
- Sidki
- Sihora
- Sikkim - De vorst had recht op een saluut van vijftien schoten
- Silana
- Sind in Pakistan - het khanaat stierf uit in 1843
- Sindhiapura
- Singhana
- Sirguja
- Sirmur in Himachal Pradesh - De vorst had recht op een saluut van elf schoten
- Sirohi in Rajasthan - De vorst had recht op een saluut van vijftien schoten
- Sirsi (Gwalior)
- Sirsi (Malwa)
- Sitamau in Madhya Pradesh - De vorst had recht op een saluut van elf schoten
- Sohawal in Madhya Pradesh
- Sonepur in Orissa - De vorst had recht op een saluut van negen schoten
- Songad
- Sonkhera en Sarwan
- Sudamra
- Sudasna in Bombay
- Suigam
- Suket in Himachal Pradesh - De vorst had recht op een saluut van elf schoten
- Sundem
- Sunth
- Surat, een om politieke redenen gepensioneerde vorst
- Surgana in Bombay
- Surguja in Madhya Pradesh
- Sutalia
- Swat, een grensstaat

#### T
- Tajpuri in Bombay
- Tal
- Talcher in Orissa
- Talsana
- Tanawal, (ie Amb
- Tanjore, een om politieke redenen gepensioneerde vorst
- Tappa
- Taraon in Madhya Pradesh
- Tavi
- Tehri Garhwal in Uttar Pradesh - De vorst had recht op een saluut van elf schoten
- Tejpura
- Tervada
- Thana Devli
- Tharad en Morwara
- Tharoch in Himachal Pradesh
- Tigiria of Tigria in Orissa
- Timba
- Toda Todi
- Tonk in Rajasthan - De vorst had recht op een saluut van zeventien schoten
- Torgal
- Tori Fatehpur in Madhya Pradesh
- Travancore in Kerala - De vorst had recht op een saluut van negentien schoten
- Tripura in Assam - De vorst had recht op een saluut van dertien schoten

#### U
- Uchad
- Udaipur, Chhattisgarh
- Udaipur, Rajasthan, hoofdstad van Mewar in Rajasthan - De vorst had recht op een saluut van negentien of eenentwintig schoten
- Umeta of Umetha in Bombay
- Umri in Bombay
- Umri in Centraal India
- Uni
- Untdi
- Upawara

#### V
- Vadal
- Vadali
- Vadia in Saurashtra
- Vadod (Gohilwar)
- Vadod (Jhalawar)
- Vaghvadi
- Vajiria
- Vakhatpur of Vakhtapurin in Bombay
- Vala in Saurashtra
- Valasna in Bombay
- Vana
- Vanala
- Vanghdhra
- Vanod in Saurashtra
- Varagam
- Varnol Mal
- Varnoli Moti
- Varnoli Nani
- Varsoda in Bombay
- Vasan Sewada
- Vasan Virpur
- Vasna in Bombay
- Veja-no-ness
- Vekaria
- Vichhavad
- Vijanones
- Vijayanagara in Bombay
- Virampura
- Virpur in Saurashtra
- Virsora
- Virvao
- Vishalgarh
- Vithalgarh
- Vora

#### W
- Wadagam
- Wadi
- Wai
- Wadhwan in Saurashtra - De vorst had recht op een saluut van negen schoten
- Wadi jagir in Bombay
- Wanapurthy
- Wankaner in Saurashtra - De vorst had recht op een saluut van elf schoten
- Wao in Bombay
- Warahi
- Wasna

#### Z
- Zainabad of Zainbad